# Герб Докучаєвська
Герб Докучаєвська — офіційний символ міста Докучаєвськ  затверджений 26 березня 2003 р. рішенням №4/9-19 сесії міської ради. 
Автори — В.Мартиненко, О.Киричок.

## Опис
Зелений косий хрест ділить щит на три золоті й чорну частини. На нижній частині золотий ківш екскаватора, на червоному серцевому щитку — дуб природного кольору. Щит облямований вінком зі зеленого кленового та каштанового листя, перевитим червоною стрічкою з золотим написом "Докучаевськ", і увінчаний срібною міською короною. Ківш — символ вапнякових та доломітових кар'єрів. Хрест — символ лісозахисних смуг, дерево — знак поваги жителів до природи.

## Символіка
Золоте (жовте) поле і вузький косий хрест зеленого кольору символізують видатний внесок Докучаєвська в науку про землеустрій - лісозахисні смуги. Чорний колір четвертої чверті й золотий (жовтий) ківш екскаватора нагадують про видобуток кар'єрним способом вапна і доломіту для металургійної промисловості. Щиток і дерево в нього говорять про великі природоохоронні роботи, що проводяться в місті.